# Stefan Kießling
Stefan Kießling (Lichtenfels, 1984. január 25. –) német labdarúgó csatár. A Bundesliga 2012-13-as idényének gólkirálya.

## Klub karrierje

### 1. FC Nürnberg
A Lichtenfels-ben (Bajorország) született Kießling  négyéves korától kezdve a közeli Bamberg csapatában, az FC Eintracht Bambergben játszott. A 190 centiméter magas, hórihorgas támadót 17 éves korában az 1. FC Nürnberg fedezte fel, és vitte át korosztályos csapatához. Nemsokára a Nürnberg második csapatához került fel, akikkel a Regionalliga Bayernben (az egyik német negyedosztály) ért el szép eredményeket.

A Nürnberg első számú csapatában - és a Bundesligában - 2003. április 23-án mutatkozott be. A mindössze 19 éves támadó 10 percet kapott a Hamburg ellen. A szezon végén kieső Nürnbergben Kießling egyre több játéklehetőséget kapott, 2004. március 7-én megszerezte első gólját a felnőtt csapatban: a Greuther Fürth hálójába talált be csereként. A Nürnberg végül megnyerte a Bundesliga 2-t és visszajutott az első osztályba. 2004 őszétől folyamatosan számítottak rá az első csapatnál, az ő 91. percben szerzett találata juttatta tovább a Nürnberget a Német Kupában. Első Bundesliga gólját szeptemberben, az Arminia Bielefeld ellen szerezte 8 perccel becserélése után. A 2005-2006-os szezonban már alapembernek számított, és 10 góljával fontos részt vett ki a Nürnberg év végi előkelő, 8. helyezéséből. A fiatal tehetség után több topcsapat is érdeklődött. Kießling végül az Arsenal és a Bayern München helyett a patinás Bayer 04 Leverkusenbe szerződött 6,5 millió euróért cserébe.

### Bayer 04 Leverkusen
Kießling nem titkoltan a nyáron a Tottenham Hotspurba távozó Berbatovot volt hivatott pótolni, ám a gólok eleinte nehezen jöttek. 2006 és 2008 között inkább második számú csatárnak számított Voronyin, Gékász, majd Helmes mögött/mellett. 2006 szeptemberében végre bemutatkozhatott a nemzetközi kupaporondon. Az UEFA kupa 2006/2007-es kiírásában egészen a negyeddöntőig jutott a Leverkusennel, igaz, csak két gólpasszt jegyzett. Első nemzetközi szinten szerzett góljára még egy évet kellett várni: ekkor kétszer is eredményes volt az União de Leiria ellen az UEFA kupa selejtezőkörében. A 2007/2008-as UEFA kupa szezonban igazi vezére volt csapatának (mely ismét a negyeddöntőig jutott), 7 találatával a harmadik legeredményesebb játékosa lett a sorozatnak. A 2008/2009-es Bundesliga szezonban Helmesszel ketten a bajnokság egyik leggólerősebb csatárpárosát alkották. 2009 májusában végigjátszotta a Német Kupa döntőjét, melyet a Leverkusen 1:0 arányban elvesztett a Werder Bremennel szemben.

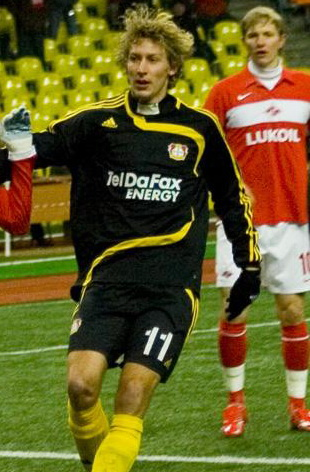
Kießling egy 2007-es, Szpartak Moszkva ellen UEFA-kupa mérkőzésen

A 2009-2010 szezonban a Leverkusen káprázatos formában teljesített az új edző, Jupp Heynckes irányítása alatt. A csapat megnyerte az őszi szezont és egészen a 25. fordulóig veretlen maradt! (A szezont végül a 4. helyen fejezték be.) Kießling volt a siker egyik kovácsa, 21 góljával és 7 gólpasszával második lett a góllövőlistán és a kanadai táblázaton is. Ez év novemberében lőtte első mesterhármasát az első osztályban: a Stuttgart kapujába talált be háromszor. Ismét komoly sztárcsapatok érdeklődtek iránta (például az Inter és a Juventus), ám ő szerződést hosszabbított a Leverkusennel. Ekkoriban vált a Bayer 04 szőke csatára a szurkolók kedvencévé, hihetetlen kitartása és küzdőszelleme a valahova volt legnépszerűbb Leverkusen játékosok közé emelte. .
Amilyen jól sikerült a 09/10-es szezon, olyan borzasztóan indult a következő. Kießling még a bajnokság legelején, egy Nürnberg elleni mérkőzésen olyan súlyos lábsérülést szenvedett, hogy ki kellett hagynia majdnem az egész őszi szezont. Csak decemberben térhetett vissza, ám messze elmaradt az egy évvel ezelőtti formájától. A Leverkusen végül második lett, így 2011-ben Kießling végre pályára léphetett a Bajnokok Ligájában. A rendkívül nehéz csoportból továbbjutó Bayer 04 végül a nyolcaddöntőben esett ki, Stefan pedig a Valencia ellen megszerezte első BL gólját.
Az őszi szezon végén azonban Kießling gyenge szereplése miatt már többen a vészharangokat kongatták. (Csupán 3 gólig jutott.) A hórihorgas csatár a legnehezebb pillanatban adott csattanós választ: a márciusban komoly hullámvölgybe kerülő csapatot 13 góljával visszajutatta a nemzetközi kupaszereplést jelentő helyekre.
2012/13. A Bundesliga fennállásának 50. idénye végre elhozta Kießling számára az áhított gólkirályi címet. A hórihorgas csatár a szezon egésze alatt a Dortmund lengyel sztárjával, Robert Lewandowskival versenyzett és az utolsó forduló előtt 1 találattal vezetett előtte. Ám a következő mérkőzésen Lewandowski már a hatodik percben betalált a kiesőjelölt Hoffenheim kapujába és várható volt, hogy több gólt fog szerezni. Kießling a hamburgi mérkőzésen több nagy helyzetet is kihagyott, de szerencsére a lengyel támadó sem remekelt, így a 90. percig 24-24 góllal egálban állt a két csatár. Ekkor azonban az a Sidney Sam, aki két mérkőzéssel korábban elvette a büntetőrúgás jogát Kießlingtől - megfosztva őt egy biztos találattól - kihagyhatatlan helyzetbe hozta Stefant, aki 16 méterről elegánsan a kapu bal oldalába helyezte a labdát. Kießling tehát 2013-ban a Bundesliga gólkirálya lett, emellett 11 gólpasszának köszönhetően a kanadai táblázaton is az első helyet szerezte meg. Ezen kívül meg kell említeni, hogy Stefan 25 találatával megdöntötte Ulf Kirsten egy idényben lőtt "házi-gólrekordját".

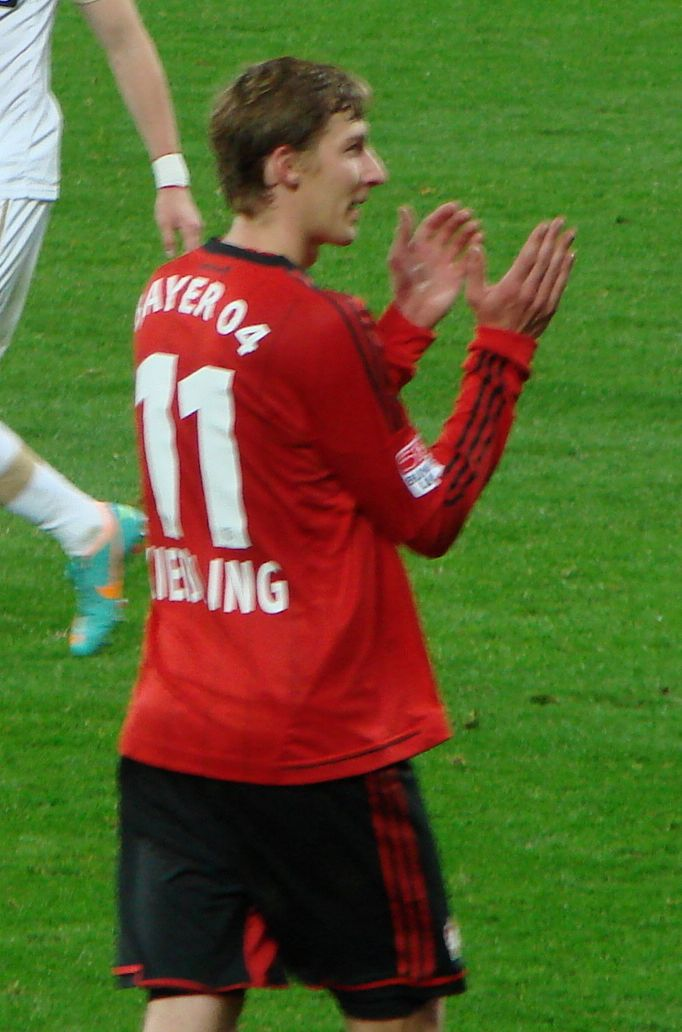
Kießling egy 2012-es Düsseldorf elleni mérkőzésen

2013 februárjában Stefan a Mönchengladbach ellen megszerezte századik Bundesliga találatát, majd fél évvel később - ismét a 'Gladbach ellen - meglőtte századik leverkuseni gólját a német első osztályban. 2013. október 18-án, a nagy vihart kavaró Hoffenheim-Leverkusen német bajnoki mérkőzés során Kießling egy fantomgóllal duplázta meg csapata előnyét. Ugyan fejese az oldalhálóba vágódott, ám annak egy - kiszakadt - résén keresztül a labda a hálóban kötött ki. A bíró gólt ítélt. Stefan elmondása szerint amikor elfejelte a labdát, úgy érezte, hogy az mellémegy, így csalódottan elfordult és őt is meglepte, amikor társai boldogan rohantak felé. (A mérkőzést eredményét a DFB vizsgálata után helybenhagyták, újrajátszásra nem került sor.) Stefant e mérkőzés után több fórumon is keményen támadták.

Öt nappal az előbbi eset után Kießling a Sahtar Doneck elleni találkozón először duplázott Bajnokok ligájában. A Bundesliga idényt végül 15 találattal zárta, március és április közepe között 6 mérkőzésen 5 gólt szerzett. 2014 nyarán a København elleni BL-selejtezőkön 3 gólt is szerzett, és ugyan a bajnokság első fordulójában rögtön betalált a Dortmund ellen, de ezt követően márciusig mindössze 3-szor zörgette meg a hálót. A csapat gólfelelősei inkább a szélsők, Bellarabi és Szon voltak, Kießling a labdatartásban, a párharcok megnyerésében járt elöl. A BL-ben a nyolcaddöntőig jutottak, itt büntetőrúgással alulmaradtak az Atlético de Madriddal szemben. Kießling saját tizenegyesét a kapu fölé lőtte. A 2015-16-os idényt ismét első fordulós góllal kezdte, de a sztárcsatár Chicharito érkezésével egyre inkább kiszorult a kezdőcsapatból. Többen már a távozásáról, visszavonulásáról beszéltek, amikor decemberben csattanós választ adva kritikusainak a Mönchengladbach elleni rangadón két gólt szerzett és két gólpasszt adott. Innentől kezdve többször alkottak ékpárt a mexikóival, illetve egymást váltották az állásnak és feladatnak megfelelően.

## Válogatottság
Kießling a német U21-es válogatottban 2005 februárjában debütált Wales ellen. Részt vett a 2006-ban, Portugáliában rendezett U21-es Európa Bajnokságon, ám a német csapattal még a csoportkörben kiesett. 2006 augusztusában kinevezték az U21-es válogatott csapatkapitányává. 15 korosztályos válogatott meccsén összesen 4 gólt szerzett. 

A német felnőtt-válogatott edzője, Joachim Löw végül 2007 tavaszán szavazott neki bizalmat és a március 28-i, Dánia elleni barátságos mérkőzésen pályára küldte. A félidőben Kevin Kurányit váltotta. A 2008-as Európa Bajnokságon nem vett részt, csak 2009 februárjában kapott újabb meghívót remek bajnoki szezonjának köszönhetően. Tagja volt a 2010-es Dél-afrikai világbajnokságon bronzérmet szerző német válogatottnak. A tornán két meccsen lépett pályára: az Anglia elleni nyolcaddöntőn a 83. percben cserélték be, míg a bronzmeccsen 20 percet kapott Uruguay ellen. A válogatottban a világbajnokság óta nem szerepelt.

Két gyengébb szezon után Kießling remek formát mutatott klubjában 2012 és 2013 során, ám gólkirályi címe ellenére sem kapott meghívót Joachim Löwtől. A kettejük közötti - máig tisztázatlan eredetű - ellentét addig fajult, hogy Stefan kijelentette: Löw irányítása alatt nem fog szerepelni a német válogatottban.

### Mérkőzései a válogatottban
| #  | Dátum              | Helyszín                                               | Hazai       | Eredmény | Vendég           | Kiírás                                | Gólok | Esemény |
| -- | ------------------ | ------------------------------------------------------ | ----------- | -------- | ---------------- | ------------------------------------- | ----- | ------- |
| 1. | 2007. március 28.  | MSV-Arena, Duisburg, Németország                       | Németország | 0 – 1    | Dánia            | Barátságos mérkőzés                   |       | 46'     |
| 2. | 2009. február 11.  | Esprit Arena, Düsseldorf, Németország                  | Németország | 0 – 1    | Norvégia         | Barátságos mérkőzés                   |       | 68'     |
| 3. | 2009. november 18. | Veltins-Arena, Gelsenkirchen, Németország              | Németország | 2 – 2    | Elefántcsontpart | Barátságos mérkőzés                   |       | 70'     |
| 4. | 2010. május 13.    | Tivoli, Aachen, Németország                            | Németország | 3 – 0    | Málta            | Barátságos mérkőzés                   |       |         |
| 5. | 2010. június 27.   | Free State Stadium, Bloemfontein, Dél-Afrika           | Németország | 4 – 2    | Anglia           | 2010-es világbajnokság, nyolcaddöntő  |       | 83'     |
| 6. | 2010. július 10.   | Nelson Mandela Bay Stadium, Port Elizabeth, Dél-Afrika | Uruguay     | 2 – 3    | Németország      | 2010-es világbajnokság, bronzmérkőzés |       | 73'     |

## Statisztika

### Klub statisztikája

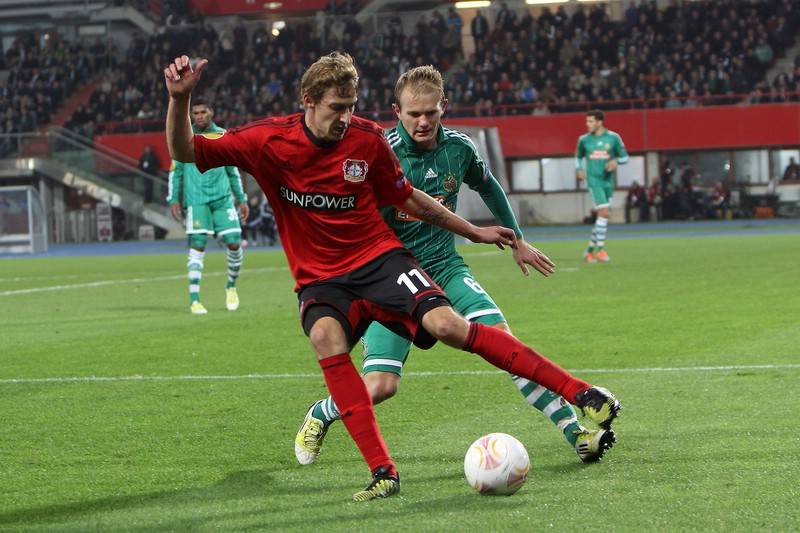
Kießling egy Rapid Wien elleni Európa-liga mérkőzésen 2012. október 25-én

2018. december 7. szerint
| Teljesítmény klubjában | Teljesítmény klubjában | Teljesítmény klubjában | Bajnokság | Bajnokság | Kupa      | Kupa      | Nemzetközi | Nemzetközi | Összesen | Összesen |
| Szezon                 | Klub                   | Bajnokság              | Mérk.     | Gól       | Mérk.     | Gól       | Mérk.      | Gól        | Mérk.    | Gól      |
| Németország            | Németország            | Németország            | Bajnokság | Bajnokság | DFB-Pokal | DFB-Pokal | Európa     | Európa     | Összesen | Összesen |
| ---------------------- | ---------------------- | ---------------------- | --------- | --------- | --------- | --------- | ---------- | ---------- | -------- | -------- |
| 2002–03                | 1. FC Nürnberg         | Bundesliga             | 1         | 0         | 0         | 0         | -          | -          | 1        | 0        |
| 2003–04                | 1. FC Nürnberg         | Bundesliga 2           | 14        | 2         | 0         | 0         | -          | -          | 14       | 2        |
| 2004–05                | 1. FC Nürnberg         | Bundesliga             | 27        | 3         | 2         | 1         | -          | -          | 29       | 4        |
| 2005–06                | 1. FC Nürnberg         | Bundesliga             | 31        | 10        | 2         | 1         | -          | -          | 33       | 11       |
| 2006–07                | Bayer Leverkusen       | Bundesliga             | 32        | 8         | 1         | 0         | 10         | 0          | 43       | 8        |
| 2007–08                | Bayer Leverkusen       | Bundesliga             | 31        | 9         | 1         | 0         | 12         | 7          | 44       | 16       |
| 2008–09                | Bayer Leverkusen       | Bundesliga             | 34        | 12        | 6         | 2         | -          | -          | 40       | 14       |
| 2009–10                | Bayer Leverkusen       | Bundesliga             | 33        | 21        | 2         | 0         | -          | -          | 35       | 21       |
| 2010–11                | Bayer Leverkusen       | Bundesliga             | 22        | 7         | 1         | 2         | 6          | 0          | 29       | 9        |
| 2011–12                | Bayer Leverkusen       | Bundesliga             | 34        | 16        | 1         | 0         | 8          | 1          | 43       | 17       |
| 2012–13                | Bayer Leverkusen       | Bundesliga             | 34        | 25        | 3         | 1         | 6          | 1          | 43       | 27       |
| 2013–14                | Bayer Leverkusen       | Bundesliga             | 32        | 15        | 4         | 2         | 7          | 2          | 43       | 19       |
| 2014–15                | Bayer Leverkusen       | Bundesliga             | 34        | 9         | 4         | 6         | 10         | 4          | 48       | 19       |
| 2015–16                | Bayer Leverkusen       | Bundesliga             | 30        | 5         | 4         | 3         | 9          | 0          | 43       | 8        |
| 2016–17                | Bayer Leverkusen       | Bundesliga             | 20        | 4         | 1         | 0         | 3          | 0          | 24       | 4        |
| 2017–18                | Bayer Leverkusen       | Bundesliga             | 8         | 0         | 0         | 0         | -          | -          | 8        | 0        |
| Karrierje összesen     | Karrierje összesen     | Karrierje összesen     | 417       | 146       | 32        | 18        | 71         | 15         | 521      | 179      |

## Sikerei, díjai
Klub szinten
- Bundesliga II: győztes (1. FC Nürnberg, 2004)
- Német Kupa: ezüstérmes (Bayer 04 Leverkusen, 2009)
- Bundesliga: ezüstcipős (Bayer 04 Leverkusen, 2010)
- Bundesliga: ezüstérmes (Bayer 04 Leverkusen, 2011)
- Bundesliga: gólkirály (Bayer 04 Leverkusen, 2013)

Válogatott szinten
- Világbajnokság: bronzérmes (Németország, 2010)

## Magánélet
Kiesßling a Leverkusenhez közel fekvő Monheimben él családjával. 2008. óta házas, felesége Norina. Eddig két gyermekük született: Tayler-Joel és Hailey-Milu. 

Stefan raktárosi szakképesítéssel rendelkezik. Szabadidejében szeret főzni, egy szakácskönyvet is kiadott barátai és ismerősei részére.

Kießling szűk családjában többen foglalkoznak labdarúgással. Apja kapusedző egy német kiscsapatnál, féltestvére a hetedosztályú SpVgg Trunstadtban játszik.